# 纳比尔·巴哈
纳比尔·巴哈（阿拉伯語：نبيل باها，羅馬化：Nabil Baha，1981年8月12日—），是一名出生于法国勒米尔蒙的摩洛哥足球运动员，现效力于中国足球超级联赛球队大连阿尔滨。

## 俱乐部生涯
巴哈在法国球队蒙彼利埃开始职业足球生涯，但他只能代表俱乐部B队出战低级别联赛。2001年，他离开法国前往葡萄牙，先后效力于纳瓦尔和布拉加。2005年，巴哈加盟西班牙乙级足球联赛球队费罗尔竞技。在2005/06赛季西乙联赛，他射进8球，但未能挽救球队降级的命运。在短暂回到法国低级别联赛球队克雷泰伊后，他在2007年1月再次来到西班牙，加盟西乙球队庞费拉迪纳。虽然在2006/07赛季半个赛季即取得9球，球队还是降级到西乙二联赛。不过他的表现还是获得另一支西乙球队马拉加的注意，并在2007年夏季转投该队。
2007/08赛季，由于球队主力前锋萨尔瓦遭遇伤病困扰，巴哈得到不少出场机会，并射进10球，是球队的第二号射手，帮助马拉加升级到西甲联赛。由于想在西甲联赛比赛，他拒绝罗马尼亚球队布加勒斯特星对他200万欧元的开价。2008年10月5日，他射进在西甲联赛的首个进球，帮助球队客场4比0击败韋爾瓦。在2008/09赛季上半赛季射进八球，是球队的最佳射手。虽然下半赛季仅有一球进账，但还是和阿波诺并列球队最佳。之后两个赛季巴哈状态下滑，2009/10赛季出场32次仅收获5球，而在2010/11赛季已经沦为球队替补。
2011年1月29日，巴哈自由转会加盟希腊足球超级联赛球队AEK雅典，他和球队签订半年合同，并有一年的优先续约权。不过他在半个赛季联赛出场9次一无所获，仅在希腊杯决赛射进一球，帮助球队3比0击败阿特罗米托斯夺冠。8月18日，在和AEK雅典解约后，他和西乙球队萨瓦德尔签约两年。2013年1月，表现并不符合期待的巴哈和萨瓦德尔协商解约，成为自由球员。
2013年7月25日，巴哈和中国足球超级联赛球队大连阿尔滨签订一份0.5+1年的合同。

## 国家队生涯
虽然巴哈出生于法国，但他的父母都是摩洛哥人，因此有资格选择为摩洛哥国家足球队出场。2003年2月，他正式成为摩洛哥队的成员。2004年，他入选参加2004年非洲國家盃参赛名单。巴哈在半决赛对阵马里的比赛射进一球，最终跟随球队获得非洲杯亚军。由于受到肩伤的影响，他落选2008年非洲國家盃参赛名单。